# Johann Lotz
Johann Georg Karl Lotz (* 10. November 1820 in Melsungen; † 11. November 1908 in Oberneustadt (Kassel)) war ein deutscher Kommunalpolitiker und Abgeordneter des Provinziallandtages der preußischen Provinz Hessen-Nassau.

## Leben
Johann Lotz wurde als Sohn des Weißbinders und Bürgermeisters Johann Peter Lotz und dessen Gemahlin Gertrude Elisabeth Moritz geboren. Er heiratete Anna Gertrude Rothe. 1955 wurden sie Eltern des späteren Kaufmanns Karl Lotz. In den Jahren 1875 bis 1898 war er Bürgermeister seines Heimatortes. 1880 erhielt er in indirekter Wahl ein Mandat für den Kurhessischen Kommunallandtag des Regierungsbezirks Kassel, aus dessen Mitte er zum Abgeordneten des Provinziallandtages der Provinz Hessen-Nassau bestimmt wurde.